# Biszpink

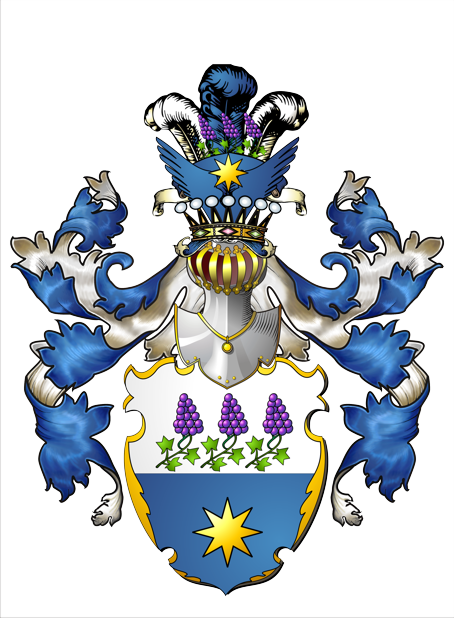
herb według Bonieckiego

Biszpink (Bisping, Gallen) – polski herb szlachecki z indygenatu.

## Opis herbu
Opis z wykorzystaniem zasad blazonowania, zaproponowanych przez Alfreda Znamierowskiego:
Według Adama Bonieckiego (Herbarz polski), herb przedstawia się następująco: 
W tarczy dzielonej w pas srebrno błękitnej, w polu górnym trzy winne szczepy z kiściami winogron skierowanymi ku górze, w dolnym gwiazda ośmioramienna złota. W klejnocie trzy pióra strusie, błękitne między białymi, otoczone wstążką błękitno-białą, na nich godła jak w tarczy, poniżej skrzydła orle błękitne. 
Według Ostrowskiego (Księga herbowa rodów polskich) (za nim informację tę powtarza Tadeusz Gajl): 
Na tarczy dwudzielnej w pas w polu górnym srebrnym trzy winne szczepy rzędem, w polu dolnym błękitnym sześcioramienna gwiazda złota. W klejnocie nad hełmem w koronie trzy pióra strusie.
Niektóre źródła łączą obie wersje herbu.

## Najwcześniejsze wzmianki
Zatwierdzony indygenatem z 1583 Janowi Bisping.

## Herbowni
Herb ten, jako herb własny, przysługuje tylko jednej rodzinie herbownych:
Biszpink (Bisping, Bispink, Bisping von Gallen).